# Vittaria sessilifrons
Vittaria sessilifrons là một loài dương xỉ trong họ Pteridaceae. Loài này được Miyam. & H.Ohba mô tả khoa học đầu tiên năm 1992.
Danh pháp khoa học của loài này chưa được làm sáng tỏ. 